# Anton Ažbe

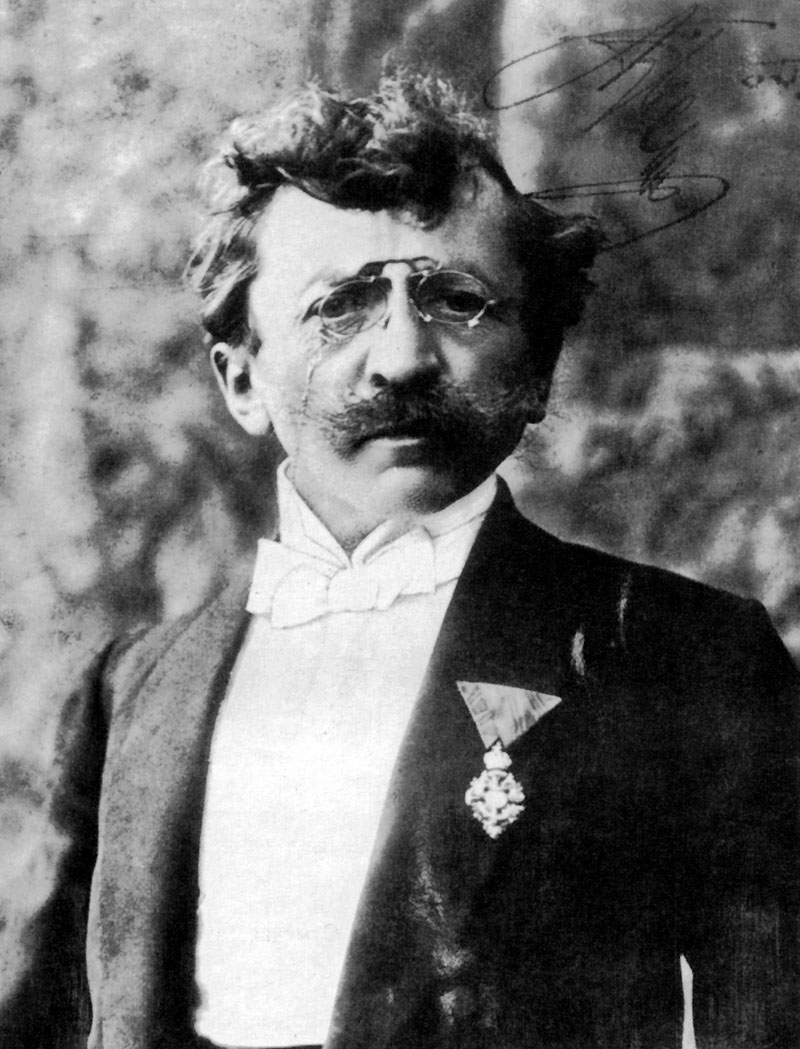
Anton Ažbe, foto från 1904.

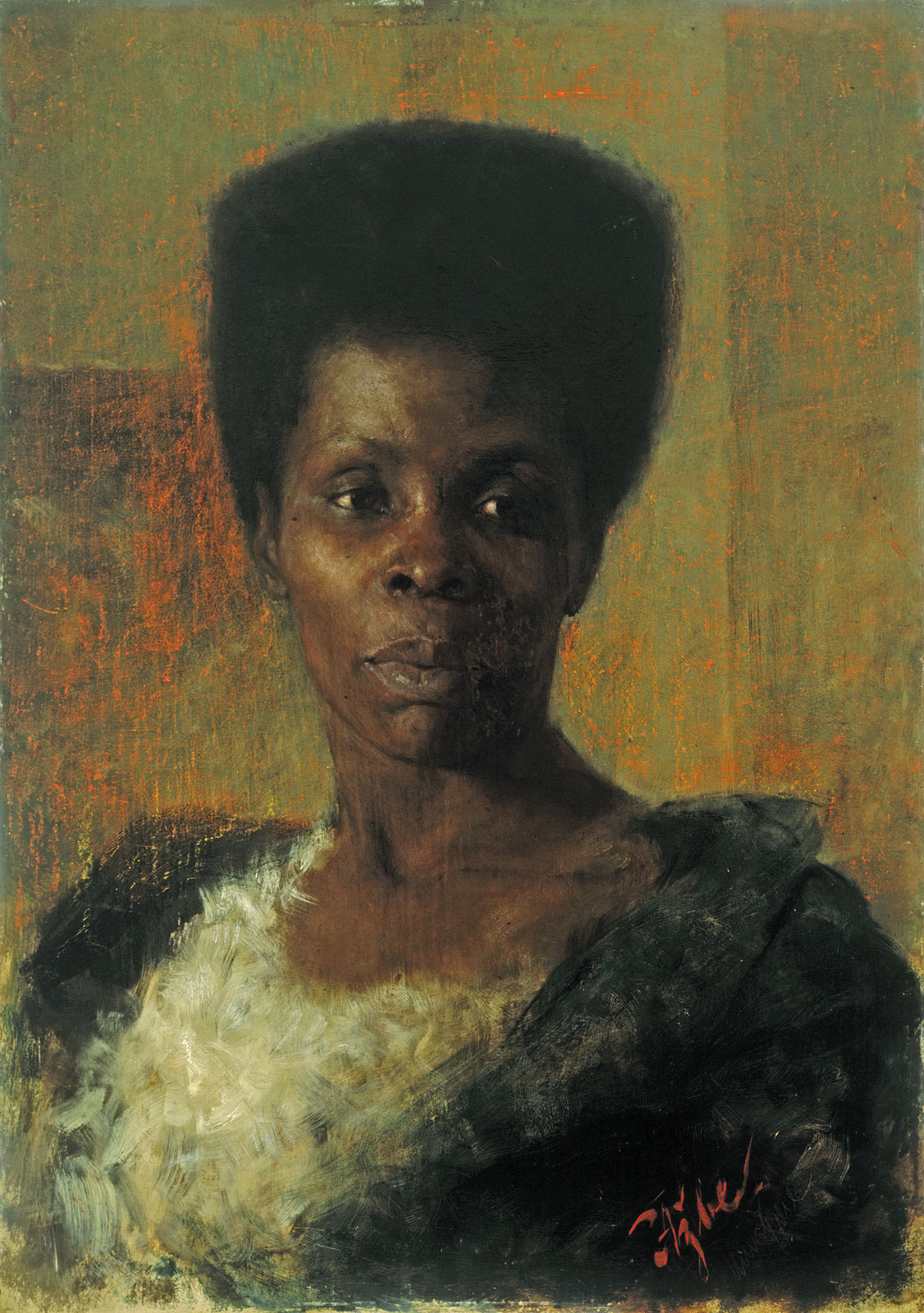
Anton Ažbe - Zamorka.

Anton Ažbe, född 30 maj 1862, död 5 augusti 1905 i München, var en slovensk konstnär.
Ažbe, som var förlamad sedan födseln och föräldralös vid åtta års ålder, lärde sig att måla som lärling till Janez Wolf och vid akademierna i Wien och München. Vid 30 års ålder grundade Ažbe en målarskola i München, som blev populär bland östeuropeiska studenter. Ažbe utbildade de "fyra stora" slovenska impressionisterna (Rihard Jakopič, Ivan Grohar, Matej Sternen, Matija Jama) och en hel generation ryska målare (Ivan Bilibin, Mstislav Dobuzhinsky, Igor Grabar, Alexej von Jawlensky, Vasily Kandinsky, Dmitry Kardovsky och Kuzma Petrov-Vodkin, för att nämna några). Ažbes utbildningsmetoder infördes och återanvändes av ryska konstnärer både hemma (Grabar, Kardovsky) och som emigranter (Bilibin, Dobuzhinsky).
Ažbes eget oomtvistade konstnärskap är begränsat till tjugosex grafiska verk, inklusive klassrumsstudier, de flesta i Sloveniens Nationalgalleri.
Hans länge planerade mästerverk blev aldrig verklighet. Hans gåtfulla personlighet blandades med alkoholism, kedjerökning och bitter ensamhet, minimalistisk simple living privat och excentricitet publikt. Som en publik fågelskrämma och en bohemisk sällskapsmänniska skyddade Ažbe sina personliga hemligheter till slutet, ett mysterium även för hans studenter och lärarkollegor. Omgivningen överförde omständigheterna kring hans förtida död i cancer till en vandringssägen.